# Все, що я хотіла сьогодні...
«Всé, що я хотíла сьогóдні...» — роман української письменниці Ірен Роздобудько, що видана у 2008 році видавництвом Фоліо.

## Сюжет
| ...Сьогодні вона дізналася, що цей сонячний день - її останній день, який вона мусить присвятити собі... Що вона зробить, якщо вона - звичайна молода жінка, життя якої замкнено на простих і зрозумілих речах: дім, робота, чоловік? А всі мрії, бажання і почуття давно вкрилися кригою? Що вона зробить, якщо не звикла до ВЧИНКІВ? До сміливості бути СОБОЮ? До відчуття ЩАСТЯ? Як прожити цей останній день? ...А ви ніколи не замислювались над цим?... |
Львівська газета про роман:
У своєму новому романі – “Все, що я хотіла сьогодні” – Ірен Роздобудько акцентує на пошуку людиною власного “я” і прагненні до здійснення мрій, що осіли глибоко в душі, а вдало скомпонований сюжет вражає близькістю до реального життя.
Мабуть, чимало сучасних жінок можуть упізнати в головній героїні себе. Вона – молода пані Мирослава Малько, її життя “замкнено” на простих і зрозумілих речах: дім, робота, чоловік. Сьогодні Мирослава дізналася, що невиліковна хвороба ось-ось забере в неї життя. Героїня раптом усвідомлює, яким нудним і “правильним” воно було: навіть помірковані бажання вона весь час стримувала, “вважала себе добре вихованою, бо хотіла прожити гідне життя за класичною схемою “хорошої дівчинки”, яка згодом стане гарною дружиною, правильною матусею і милою бабцею. Таке життя не приносило їй щастя, адже всі мрії, бажання й почуття давно вкрилися товстим шаром криги, що заповнив її серце, здавалося б, назавжди.
Але героїня вирішує присвятити цей день собі, зробити те, про що давно мріяла, чого завжди хотіла. У серці народжується бажання звільнитися від скутості й буденності, які оточували її довгі роки. Стоячи на подвір’ї лікарні, де їй поставили діагноз, жінка вибирає досі невідому стежку, котра веде її не до звичайної тролейбусної зупинки, а до невідомості, що має стати ключем до нового спалаху щастя в її серці. Мирослава долає страх бути собою, вона наважується на радикальні вчинки, котрі допомагають їй знову відчути запах щастя й заповнити глибоку й болючу порожнечу.
Мирослава розуміє, що “кожен наш день – це ланцюжок шансів. Якщо помічаєш і використовуєш перший – на нього відразу ж нанизуються другий, третій... І все вибудовується у правильному порядку”. Треба тільки вірити…
“Усе відбулося, – каже головна героїня, заплющуючи очі. – Все, що я хотіла сьогодні…”.